# クオピオ州
クオピオ州（クオピオしゅう、フィンランド語: Kuopion lääni、スウェーデン語: Kuopio län）は、かつて存在したフィンランドの州。1831年から1997年まで存在した。
州の起源は、1775年のスウェーデン統治下で設立されたサヴォラックス・カレーレン県にある。
ナポレオン戦争の際、スウェーデンはロシア帝国、イギリスなどの国々と、フランス帝国に対抗する第四次対仏大同盟を結んでいた。しかし1807年のティルジットの和約後に、ロシア帝国が第四次対仏大同盟を離脱。大陸封鎖令に端を発して、第二次ロシア・スウェーデン戦争が勃発。1809年9月17日にフレデリクスハムンの和約が結ばれ、トルネ川以東(フィンランド)はロシア帝国へと割譲され、ロシア帝国の保護国であるフィンランド大公国が成立する。
当初は、フィンランド大公国でもスウェーデン統治時代のサヴォラックス・カレーレン県がサヴォ・カルヤラ州としてそのまま使われ続けたが、1831年にサヴォ・カルヤラ州は、クオピオ州として再編された。また、同年は別の地域でも州の再編があり、サヴォ・カルヤラ州南部はミッケリ州に編入された。
1960年には、東部が北カルヤラ州として分離する。1994年に州下に北サヴォ県が設置される。1997年9月1日、州の大規模再編に伴って、ミッケリ州、北カルヤラ州と合併して消滅。合併後は、東スオミ州となった。東スオミ州はその後、2010年1月1日に他州と共に廃止され、フィンランドの州の歴史は幕を閉じた。

## 州域の変遷

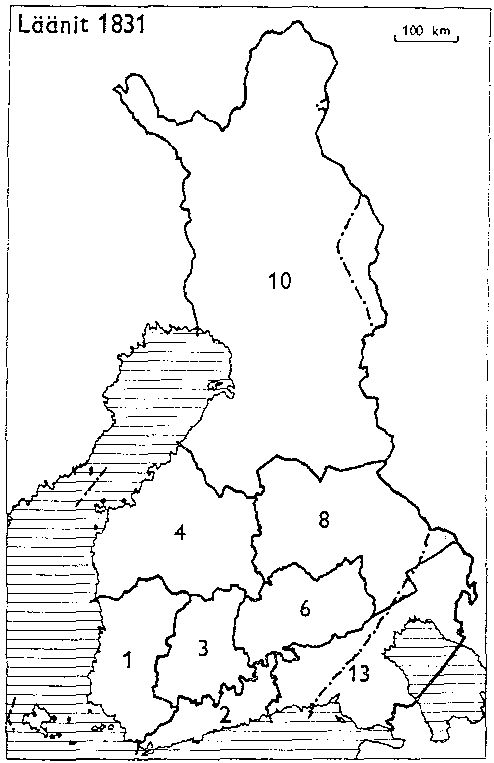
1831年のフィンランドの州: 1: トゥルク・ポリ州, 2: ウーシマー州, 3: ハメ州, 4: ヴァーサ州, 6: ミッケリ州, 8: クオピオ州, 10: オウル州, 13: ヴィープリ州

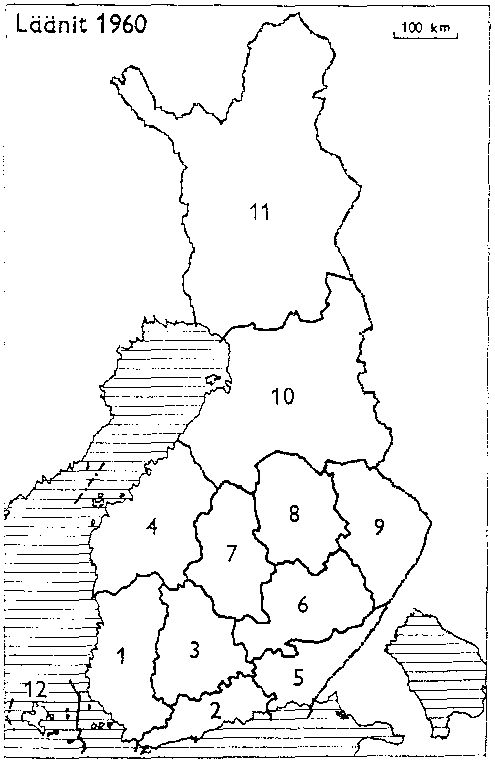
1960年のフィンランドの州: 1: トゥルク・ポリ州, 2: ウーシマー州, 3: ハメ州, 4: ヴァーサ州, 5: キュミ州, 6: ミッケリ州, 7: 中央スオミ州, 8: クオピオ州, 9: 北カルヤラ州, 10: オウル州, 11: ラッピ州, 12: オーランド自治州

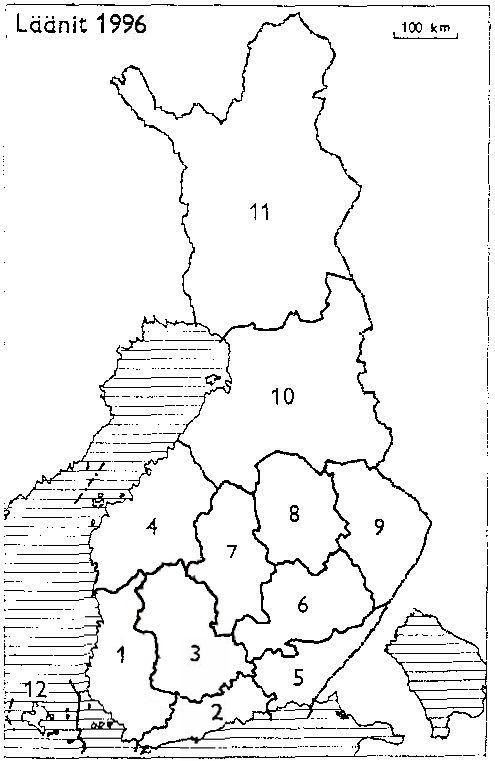
1996年のフィンランドの州: 1: トゥルク・ポリ州, 2: ウーシマー州, 3: ハメ州, 4: ヴァーサ州, 5: キュミ州, 6: ミッケリ州, 7: 中央スオミ州, 8: クオピオ州, 9: 北カルヤラ州, 10: オウル州, 11: ラッピ州, 12: オーランド自治州

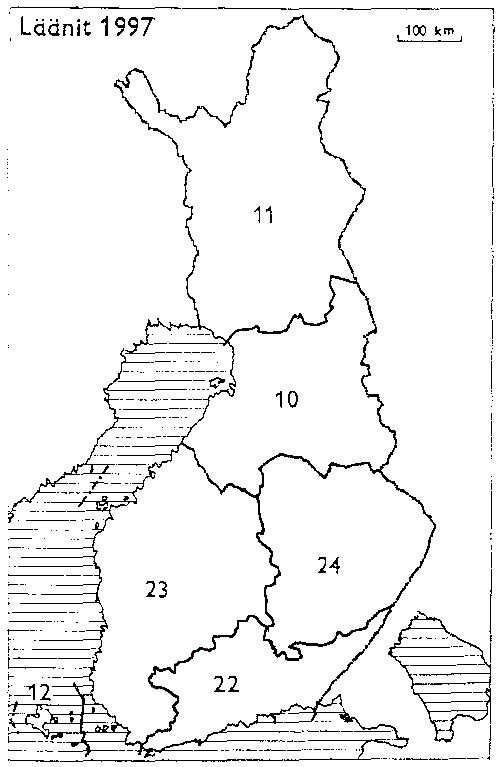
合併後の1997年のフィンランドの州: 10: オウル州, 11: ラッピ州, 12: オーランド自治州, 22: 南スオミ州, 23: 西スオミ州, 24: 東スオミ州

|  |  |  |  |

## 自治体
| - イーサルミ (Iisalmi) - ユアンコスキ (Juankoski) - カーヴィ (Kaavi) - カルットゥラ (Karttula) - ケイテレ (Keitele) - キウルヴェシ (Kiuruvesi) | - クオピオ (Kuopio) - ラピンラハティ (Lapinlahti) - レッパヴィルタ (Leppävirta) - マーニンカ (Maaninka) - ニルシア (Nilsiä) - ピエラヴェシ (Pielavesi) | - ラウタランピ (Rautalampi) - ラウタヴァーラ (Rautavaara) - シーリンヤルヴィ (Siilinjärvi) - ソンカヤルヴィ (Sonkajärvi) - スオネンヨキ (Suonenjoki) - テルヴォ (Tervo) | - トゥースニエミ (Tuusniemi) - ヴァルカウス (Varkaus) - ヴァルパイスヤルヴィ (Varpaisjärvi) - ヴェフメルサルミ (Vehmersalmi) - ヴェサント (Vesanto) - ヴィエレマ (Vieremä) |

## 歴代知事
- Lars Sackleen 1831-1833
- Gustaf Adolf Ramsay 1833-1854
- Berndt Federley 1854-1855
- Sten Knut Johan Furuhjelm 1855-1862
- Samuel Henrik Antell 1862-1866
- Johan August von Essen 1866-1873
- Carl Gustaf Mortimer von Kraemer 1873-1884
- August Alexander Järnefelt 1884-1888
- Johan Fredrik Gustaf Aminoff 1888-1899
- Henrik Åkerman 1899-1900
- Edvard Gabriel Krogius 1900-1903
- Martin Alexius Bergh (Martti Vuori) 1903-1905
- Emil Wilhelm Stenius 1905-1911
- Werner Nikolaus Tavaststjerna 1911-1913
- Arthur Spåre 1913-1917
- Albert von Hellens 1917-1918
- Gustaf Ignatius 1918-1940
- P.V. Heikkinen 1940-1950
- Lauri Riikonen 1950-1960
- Erkki O. Mantere 1960-1966
- Risto Hölttä 1966-1978
- Kauko Hjerppe 1978-1993
- Olavi Martikainen 1993-1997